# 里加體育館
里加體育館是一座位於拉脫維亞里加的室內體育館。主要用於舉辦籃球和冰球比賽或演唱會，它於2006年啟用，最多可容納14500人。本場館的興建是為了承辦2006年世界冰球錦標賽，另一個場地為加斯孔托廳。
本體育館從2008年開始成為大陸冰球聯盟(KHL)俱樂部里加迪納摩的主場。

## 外部連結
- 里加體育館官方網站 （页面存档备份，存于）

| 前任： North Shore Events Centre 奧克蘭 | U19世界青年籃球錦標賽 決賽場館 2011 | 繼任： 布拉格O2体育馆 布拉格 |